# Nabój .40 S&W
.40 Smith & Wesson (.40 S&W, .40 Auto) – amerykański nabój pistoletowy, powstały na bazie skróconej łuski 10 mm Auto. Wystrzelony pocisk posiada prędkość początkową i zasięg porównywalny do naboju 9 × 19 mm, ale większy kaliber i masę, zbliżoną bardziej do naboju kalibru 11,43 × 23 mm, a więc i większą siłę obalającą. Zadecydowało to o wysokiej popularności tej amunicji.

## Historia
W 1983 roku kalifornijska firma Dornaus & Dixon opracowała pistolet Bren Ten. Strzelał on nową amunicją,10 mm Auto, produkowaną na zamówienie firmy Dornaus & Dixon przez szwedzką firmę Norma AB. Duża długość naboju 10 mm Auto utrudniała przystosowanie do tego naboju istniejących typów pistoletów, a duży odrzut strzelającej nim broni utrudniał sprzedaż.
W 11 kwietnia 1986 roku w Miami w czasie próby aresztowania dwóch przestępców (incydent szeroko znany jako FBI Miami Shootout) zginęło dwóch agentów FBI, a trzech zostało ciężko rannych. Jak wykazała sekcja zwłok obaj przestępcy pomimo otrzymania śmiertelnych ran w pierwszych sekundach starcia (jeden z nich został trafiony w głowę, drugi dwukrotnie w klatkę piersiową), byli zdolni jeszcze przez kilka minut poruszać się i prowadzić celny ogień do agentów.
W efekcie wydarzeń w Miami FBI przeprowadziła w 1988 roku badania kilku naboi. W ich efekcie postanowiono przyjąć do uzbrojenia nabój 10 mm Auto. Ponieważ odrzut pistoletów strzelających tym nabojem uznano za zbyt wysoki, wersja dla FBI (oznaczona jako 10 mm FBI) opracowana przez firmę Federal miała być elaborowana mniejszą ilością prochu. Razem z nową amunicją zamówiono pistolety SW Model 1006. Pomimo elaboracji mniejszą ilością prochu, odrzut broni strzelającej nabojem 10 mm FBI okazał się nadal zbyt duży. W efekcie w kolejnych partiach amunicji 10 mm FBI ponownie zmniejszono ładunek prochu. Odrzut broni strzelającej zmodyfikowanym nabojem spadł do dopuszczalnego poziomu, ale nabój nadal miał zbyt dużą długość.
W drugiej połowie 1989 roku zakłady Winchester rozpoczęły produkcję amunicji .40 S&W. Nowy nabój powstał przez skrócenie łuski naboju 10 mm Auto. Ładunek prochu był identyczny jak w nabojach 10 mm FBI więc osiągi balistyczne obydwu naboi były identyczne. Dzięki mniejszej długości nowego naboju łatwiejsze było dostosowanie do zasilania nowym nabojem pistoletów projektowanych do zasilania popularnym nabojem 9 × 19 mm Parabellum.
W następnych latach nabój .40 S&W wyparł z użycia nabój 10 mm FBI i jest obecnie obok 9 mm Parabellum i .45 ACP szeroko używany przez amerykańskie oddziały policyjne. Zdobył też dużą popularność wśród użytkowników cywilnych.